# Yuki Fuji
Yuki Fuji (冨士 祐樹 Fuji Yuki?), född 7 maj 1981 i Saitama prefektur, är en japansk fotbollsspelare.
Fuji började sin karriär 2004 i Otsuka Pharmaceuticals (Tokushima Vortis). 2008 flyttade han till New Wave Kitakyushu (Giravanz Kitakyushu). Efter Giravanz Kitakyushu spelade han för FC Gifu och Suzuka Unlimited FC. Han avslutade karriären 2017.